# Кент
Вижте пояснителната страница за други значения на Кент.
Кент (на английски: Kent) е историческо, административно неметрополно и церемониално графство в регион Югоизточна Англия.
Граничи по суша с Източен Съсекс, Съри и Голям Лондон, а чрез естуара на река Темза - и с Есекс. Кент има и номинална граница с Франция в Тунела под Ла Манша. 
Площта на Кент е 3736 km2, населението – около 1 610 000 души (2004). Най-големи градове са Кентърбъри и Рочестър, а административен център е Мейдстоун. В графството има 13 общини, включително 1 унитарна единица – Медуей.

## Забележителност
Градината на замъка Сисингхърст, наричана още „Градината на Англия“, е създадена през 1930 г. от съпружеската двойка Виктория (Вита) Саквил-Уест, писателка от групата Блумсбъри, журналистка (към времето на създаването на градината, Вита започва да води колонка в списание "Обзървър" по градинарство) и прочута ексцентричка и Харолд Никълсън - дипломат, с помощта на техния градинар. Замъкът - тяхно жилище - е в елизабетински стил.
Виктория Санквил-Уест проектира поредица от градини вътре в градината, посветени на отделни теми, свързани с различни цветя или цветове. Особено известната и често имитирана в цял свят е нейната Бяла градина, която разцъфва напълно през юни. Юни и юли са прекрасни в Градината на розите, чиито бурбонски, столистни (сентифолии) и мъхави рози са световноизвестни. Билковата градина е пълна и с познати, и с екзотични растения през цялото лято, а Котидж Гардън с хиляди луковици е най-добра гледка наесен.